# KOffice
KOffice er en integreret kontorpakke udviklet som en del af KDE-projektet.
KOffice består af elementerne:
- KWord – tekstbehandling
- KSpread – regneark
- KPresenter – præsentation
- Kexi – databasehåndtering
- Kivio – diagramtegning
- Karbon – vektorbaseret tegning
- Krita – rasterbaseret tegning
- KPlato – projektstyringsværktøj
- KChart – graf og histogram
- KFormula – formelredigering
- Kugar – rapportgenerator

- Wikimedia Commons har flere filer relateret til KOffice

| Software | Spire Denne artikel om software og programmering er en spire som bør udbygges. Du er velkommen til at hjælpe Wikipedia ved at udvide den. |